# Tetsuji Tamayama

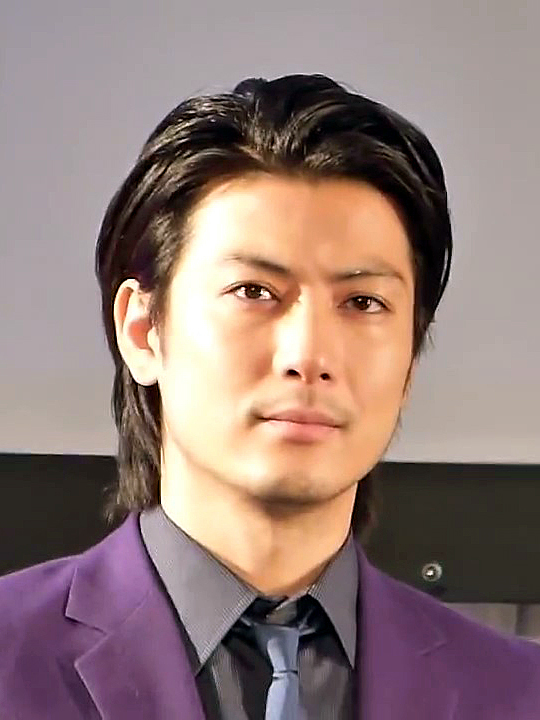

Tetsuji Tamayama, 玉山 鉄二 (たまやま てつじ) - Tetsuji Tamayama (Kyoto, 7 aprile 1980), è un attore e modello giapponese.

## Biografia
Tetsuji Tamayama è l'ultimo di quattro figli e ha tre sorelle maggiori. Incoraggiato dal suo senpai Takashi Kashiwabara, si è affacciato alla sua carriera di attore televisivo e cinematografico. Ha cominciato la sua carriera come modello per CHECKMATE e molte altre riviste di moda. Dopo essersi diplomato, Tetsuji ha esordito come attore nel 1999 sul piccolo schermo nella serie TV Naomi, debuttando successivamente al cinema nel 2001 con il ruolo di GaoSilver nel film Hyakujuu Sentai Gaoranger aprendo così la sua carriera ad altre scritture per altri film e serie televisive come Casshern, Tokyo Love Cinema (2003) e ROCKERS che lo hanno reso famoso al pubblico giapponese.
Nel 2002 entra a far parte del cast di Koi ni utaeba, musical diretto da Shūsuke Kaneko, nel 2004 recita in Koibumi-biyori, adattamento cinematografico dell'omonimo manga di George Asakura (autrice conosciuta in Italia per la collana Cuori Colpiti, pubblicata dalla Flashbook).
In Italia è stato conosciuto grazie al ruolo di Takumi Ichinose, bassista dei Trapnest nei due live action dell'anime Nana.

## Filmografia

### Cinema
- Samurai gâru 21, regia di Ataru Oikawa (2001)
- Koi ni utaeba, regia di Shūsuke Kaneko (2002)
- Rokkazu, regia di Takanori Jinnai (2003)
- Eiko, regia di Ikuo Kamon (2004)
- Kyashan - La rinascita (Casshern), regia di Kazuaki Kiriya (2004)
- Tengoku no honya - koibi, regia di Tetsuo Shinohara (2004)
- Koibumi-biyori, regia di Koto Nagata (2004) - (episodio: Ikarusu no koibito-tachi)
- Kamyu nante shiranai, regia di Mitsuo Yanagimachi (2005)
- Gyakkyo nine, regia di Eiichirō Hasumi (2005)
- Nana, regia di Kentarō Ōtani (2005)
- Purei, regia di Yūichi Satō (2005)
- Chekeraccho!!, regia di Rieko Miyamoto (2006)
- Tegami, regia di Jirô Shôno (2006)
- Nana 2, regia di Kentarō Ōtani (2006)
- Presents: Aikagi, regia di Asako Hyūga (2006)
- Furîjia, regia di Kazuyoshi Kumakiri (2007)
- Mayonaka no machi, regia di Ten Shimoyama (2007)
- Gin iro no shîzun, regia di Eiichirō Hasumi (2008)
- Team Batista no eiko, regia di Yoshihiro Nakamura (2008)
- Kafû o machiwabite, regia di Yu Nakai (2009)
- Jeneraru rûju no gaisen, regia di Yoshihiro Nakamura (2009)
- Goemon, regia di Kazuaki Kiriya (2009)
- Hagetaka, regia di Keishi Ōtomo (2009)
- Shîsaido môteru, regia di Kentarō Moriya (2010)
- Norwegian Wood (Noruwei no mori), regia di Trần Anh Hùng (2010)
- Shikeidai no erebêtâ, regia di Akira Ogata (2010)
- Hankyu densha, regia di Yoshishige Miyake (2011)
- Hoshi mamoru inu, regia di Tomoyuki Takimoto (2011)
- Bakugyaku famîria, regia di Kazuyoshi Kumakiri (2012)
- Tsuna hiichatta!, regia di Nobuo Mizuta (2012)
- Hidamari no kanojo, regia di Takahiro Miki (2013)
- Jajji!, regia di Akira Nagai (2014)
- Lupin III - Il film (Rupan Sansei), regia di Ryūhei Kitamura (2014)
- Pancakes, regia di Yasu Shibuya (2014)
- Ajin: Demi-Human (Ajin), regia di Katsuyuki Motohiro (2017)
- Once Hit the Bottom, regia di Kenji Shibayama (2022)
- Jigen Daisuke, regia di Hajime Hashimoto (2023)

### Televisione
- Tengoku no kiss - serie TV, (1999)
- Naomi - serie TV, (1999)
- Utsukushii hito - serie TV, (1999)
- Summer Snow - serie TV, (2000)
- Hyakujuu Sentai Gaoranger - serie TV, (2001-2002)
- Bara no Jyujika - serie TV, (2002)
- Mayonaka wa Betsu no Kao - serie TV, (2002)
- Hakoiri Musume - serie TV, (2003)
- Tokyo Love Cinema - serie TV, (2003)
- Kotaba ga Uragitte Iku - serie TV, (2003)
- Kimi ga omoi de ni Naru Mae ni - serie TV,(2004)
- Nouka no Yome ni Naritai - serie TV, (2004)
- Rikon Bengoshi - serie TV, (2004)
- Division 1 Stage 5 "2H" - serie TV, (2004)
- Brother Beat - serie TV, (2005)
- Hiroshima Showa 20 nen 8 Gatsu Muika - serie TV, (2005)
- Rikon Bengoshi 2 - serie TV, (2005)
- Cocorico Miracle Type - serie TV, (2005)
- Bokutachi no Sensou - serie TV, (2006)
- Dare Yorimo Mama wo Ai su - serie TV,(2006)
- Zutto Ai Takatta - serie TV, (2006)
- Ushi ni Negai wo: Love & Farm - serie TV,(2007)
- Mayonaka no Machi - serie TV, (2007)
- Purizonâ - serie TV, (2008)
- taiga dorama - serie TV, (2008)
- Bara no nai hanaya - serie TV, (2008)
- Prisoners - serie TV, (2008)
- Bôshi - serie TV, (2008)
- Wild Life - serie TV, (2008)
- NHK - serie TV, (2009)
- BOSS - serie TV, (2009-2011)
- Wagaya no Rekishi - serie TV, (2010)

### Promozioni pubblicitarie/Spot
- Meiji Chocolate (2000)
- P&G (2002)
- ECC Shonen (2003)
- Kagome Co., Ltd. (2003)
- Santen FX Eye drops (2003-2007)
- Glico ZACS (2004)
- Suntory (2005)
- Acecook Noodle (2005)

### Video promozionali
- Truth (nel ruolo di Takumi Ichinose, bassista dei Trapnest) per Nana (2005)
- Endless Story (nel ruolo di Takumi Ichinose, bassista dei Trapnest) per Nana (2005)

### Video Clip
- Partecipazione in White Sonata no.8 di SBK ft. PES (2008)